# Systoechus spinithorax
Systoechus spinithorax är en tvåvingeart som beskrevs av Mario Bezzi 1921. Systoechus spinithorax ingår i släktet Systoechus och familjen svävflugor. Inga underarter finns listade i Catalogue of Life.